# Maurice Degrelle
Maurice Degrelle (né le 28 juin 1901 à Sars-Poteries et mort le 30 avril 1987 dans la même ville) est un athlète français, spécialiste des épreuves de sprint.

## Biographie
Il remporte trois titres de champion de France : deux sur 100 mètres en 1926 et 1927, et un sur 200 mètres en 1927. Il a détenu les record de France du 100 m, du 200 m, du 4 × 100 m et du Record de France du relais 4 × 400 m.
Il participe aux Jeux olympiques de 1924 à Paris où il atteint les demi-finales du 100 m, les quarts de finale du 200 m et la finale du 4 × 100 m (5e place). Quatre ans plus tard, aux Jeux d'Amsterdam, il est de nouveau quart de finaliste sur 200 m.

### Palmarès
- Championnats de France d'athlétisme :
  - vainqueur du 100 m en 1926 et 1927
  - vainqueur du 200 m en 1927

### Records
| Épreuve | Performance | Lieu | Date |
| ------- | ----------- | ---- | ---- |
| 100 m   | 10 s 8      |      | 1926 |
| 200 m   | 21 s 7      |      | 1924 |